# Horní Kramolín
Horní Kramolín (německy Obergramling) je malá vesnice, část města Teplá v okrese Cheb v Karlovarském kraji. Nachází se čtyři kilometry západně od Teplé při silnici silnici II/198 do Mariánských Lázní. Horní Kramolín je také název katastrálního území o rozloze 2,7 km².

## Historie
První písemná zmínka o vesnici pochází z roku 1273, kdy byla v držení premonstrátů kláštera Teplá. Přívlastek „Horní“ dostala vesnice proto, aby se odlišila od Dolního Kramolína v okrese Tachov, který byl tehdy také ve vlastnictví kláštera. Kolem roku 1878 patřila vesnice úředně pod nedaleký Služetín, kam chodily děti z Kramolína do školy a farností náležela ke klášteru Teplá. Po druhé světové válce a odsunu německého obyvatelstva se vesnice prakticky vylidnila. Došlo jen k částečnému dosídlení obyvateli z českého vnitrozemí.

## Obyvatelstvo
Vesnice byla v minulosti proslavená chovem ovcí, pěstováním lnu a zelí.
Při sčítání lidu v roce 1921 zde žilo 71 obyvatel, všichni německé národnosti. K římskokatolické církvi se hlásilo 71 obyvatel.
| Rok                                                         | 1869 | 1880 | 1890 | 1900 | 1910 | 1921 | 1930 | 1950 | 1961 | 1970 | 1980 | 1991 | 2001 | 2011 | 2021 |
| ----------------------------------------------------------- | ---- | ---- | ---- | ---- | ---- | ---- | ---- | ---- | ---- | ---- | ---- | ---- | ---- | ---- | ---- |
| Počet obyvatel                                              | 82   | 77   | 74   | 75   | 80   | 71   | 77   | 20   | 31   | 25   | 6    | 5    | 6    | 9    | 13   |
| Počet domů                                                  | 10   | 12   | 12   | 11   | 12   | 12   | 12   | 10   | -    | 8    | 2    | 2    | 4    | 4    | 6    |
| Počet domů v roce 1961 je zahrnut v počtu domů ve Služetíně |      |      |      |      |      |      |      |      |      |      |      |      |      |      |      |

## Obecní správa
Při sčítání lidu v letech 1869–1960 Horní Kramolín byl osadou obce Služetín, se kterým patřil nejprve do okresu Teplá, ale v roce 1950 v okrese Mariánské Lázně. V letech 1961–1975 byl častí obce Poutnov v okrese Karlovy Vary. Od 1. července 1975 je částí města Teplá v okrese Karlovy Vary, ale od 1. ledna 2007 v okrese Cheb.

## Pamětihodnosti
- Smírčí kříž (kulturní památka)[10]
- Přírodní památka Sirňák
- Přírodní památka Čerktus

## Galerie

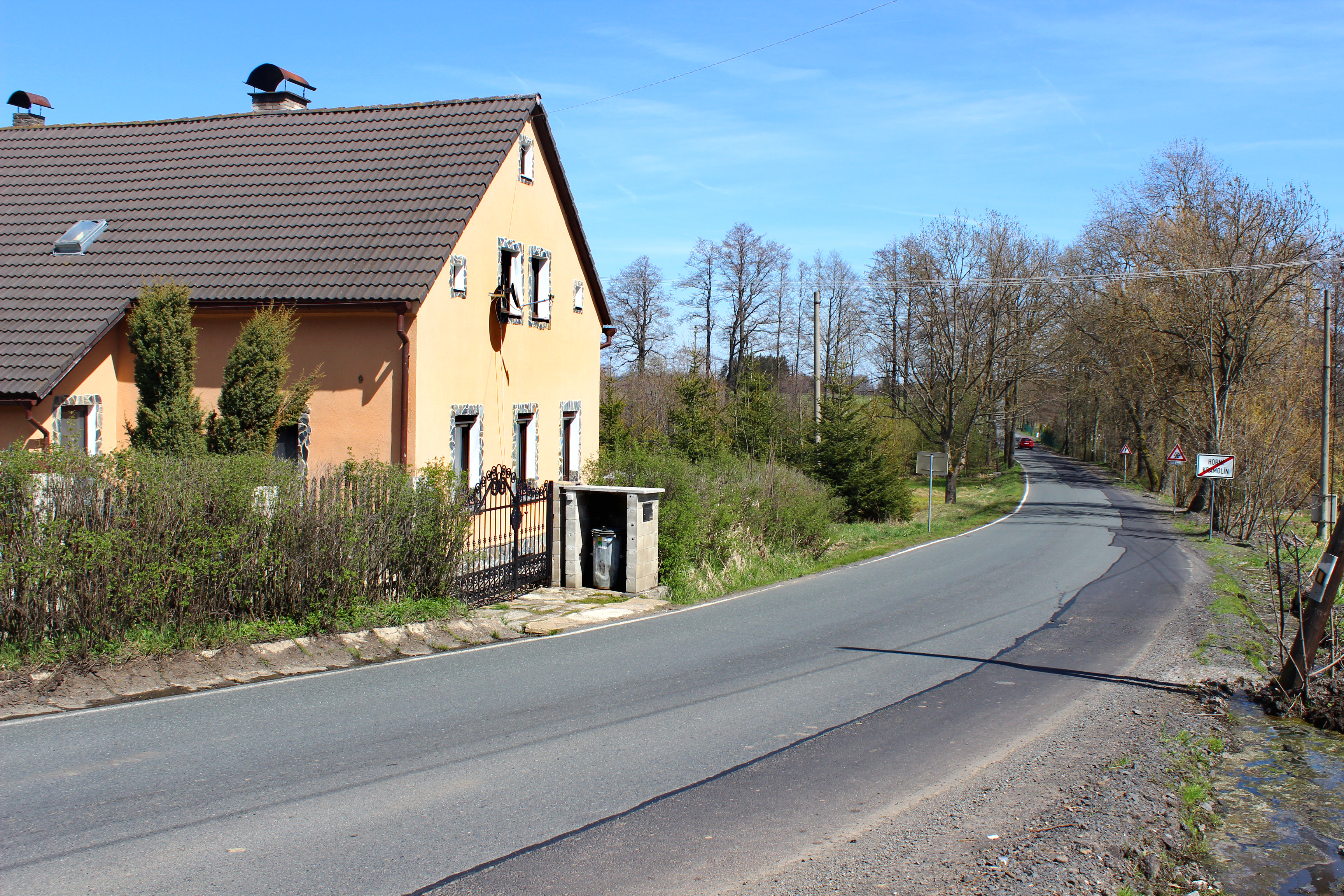
Silnice II/198
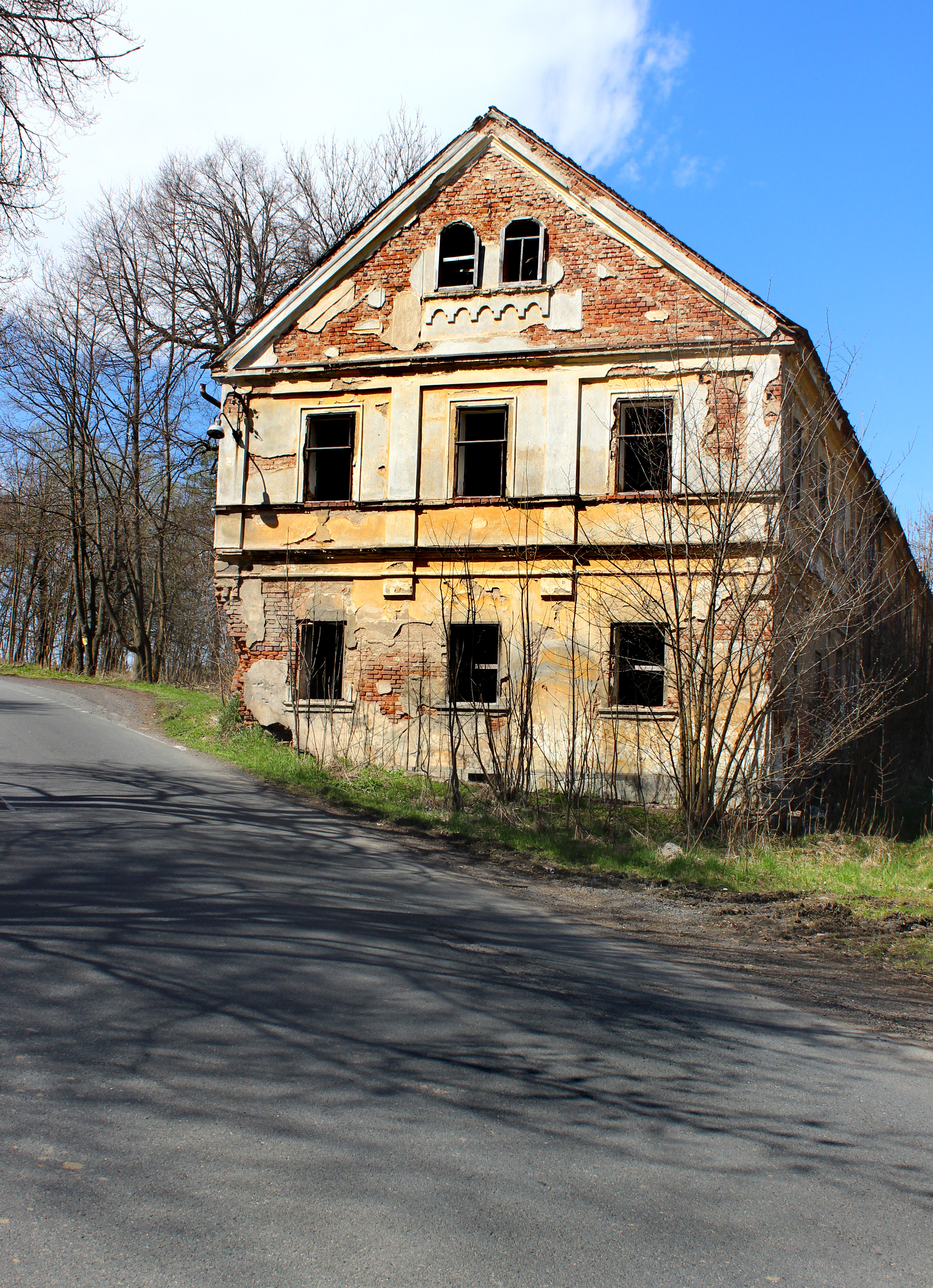
Opuštěný dům čp. 1